# Natan Peled
Natan Peled (hebrejsky: נתן פלד‎, žil 3. června 1913 – 8. ledna 1992) byl izraelský politik, poslanec a ministr, který v letech 1970 až 1974 zastával post ministra absorpce imigrantů v izraelské vládě.

## Biografie
Narodil se v Oděse v Ruském impériu (dnešní Ukrajina) a v osmi letech se s rodinou přestěhoval do Besarábie v Rumunsku, kde studoval v hebrejské škole v Kišiněvě. Vstoupil do sionistického hnutí ha-Šomer ha-ca'ir a stal se tajemníkem vedení tohoto hnutí v Rumunsku. Mimo to byl též tajemníkem ústřední komise sionistického hnutí he-Chaluc.
V roce 1933 podnikl aliju do britské mandátní Palestiny, kde vstoupil do kvucy Melet v Nes Cijoně, kde byl členem místní dělnické rady. V roce 1934 vstoupil do kibucu Sarid a o dva roky později se stal členem výkonného výboru kibucového hnutí Kibuc Arci, který měl blízko k ha-Šomer ha-ca'ir. V jeho sekretariátu působil až do roku 1939.
V letech 1939 až 1944 byl tajemníkem bezpečnostního výboru odborového hnutí Histadrut. V letech 1946 až 1948 pak působil jako emisar ha-Šomer ha-ca'ir a Histadrutu ve Spojených státech. Po návratu do Izraele zastával v letech 1950 až 1955 post tajemníka Kibuc Arci.
V roce 1956 se stal politickým tajemníkem strany Mapam (strana měla rovněž blízko k ha-Šomer ha-ca'ir) a v této funkci působil až do roku 1958, kdy se stal izraelským velvyslancem v Bulharsku. V roce 1960 se stal izraelským velvyslancem v Rakousku, kde působil do roku 1963.
Ve volbách v roce 1965 byl zvolen poslancem Knesetu za stranu Mapam. Přestože v následujících volbách v roce 1969 svůj poslanecký mandát neobhájil, byl v červenci 1970 jmenován ministrem absorpce imigrantů, jímž byl až do následujících parlamentních voleb v roce 1973. V letech 1975 až 1980 znovu působil ve funkci tajemníka Kibuc Arci.